# Lake Antimony
Lake Antimony är en sjö i Australien. Den ligger i delstaten Tasmanien, i den sydöstra delen av landet, omkring 130 kilometer nordväst om delstatshuvudstaden Hobart. Lake Antimony ligger 1 054 meter över havet. Arean är 0,25 kvadratkilometer. Den sträcker sig 0,7 kilometer i nord-sydlig riktning, och 0,6 kilometer i öst-västlig riktning.
I omgivningarna runt Lake Antimony växer huvudsakligen savannskog. Trakten runt Lake Antimony är nära nog obefolkad, med mindre än två invånare per kvadratkilometer. Genomsnittlig årsnederbörd är 1 598 millimeter. Den regnigaste månaden är augusti, med i genomsnitt 204 mm nederbörd, och den torraste är januari, med 63 mm nederbörd.